# Stadtmauern von Saarbrücken
Die Stadtmauern von Saarbrücken entstanden im Spätmittelalter und sind nur noch stückweise erhalten oder umbaut. Da die heutige Saar-Landeshauptstadt Saarbrücken 1909 aus den Städten Saarbrücken, St. Johann und Malstatt-Burbach entstand, können heutzutage mehrere Stadtmauern erfasst werden, in Alt-Saarbrücken und in St. Johann.

## Stadtmauern in Alt-Saarbrücken

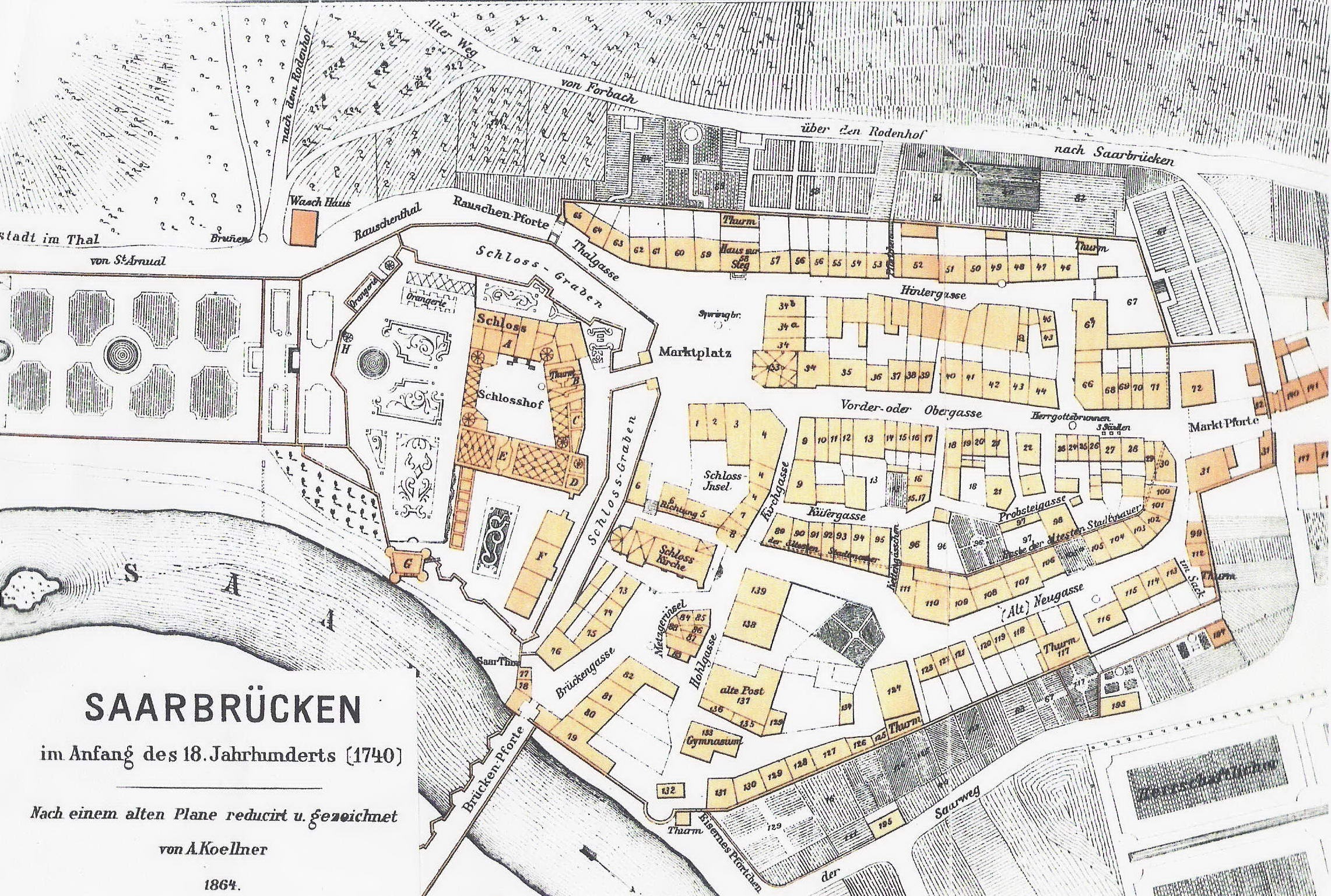
Karte mit den Stadtmauern

In Alt-Saarbrücken entstand Ende des 13. Jahrhunderts die erste Stadtmauer zur Befestigung der Burg-Siedlung. Hinter dem Luisenbrunnen in der Alt-Neugasse sind noch Reste der Mauer zu sehen, sowie verbaut in den Gebäuden Nr. 3, 5, 7, 8–12, 9–11, 11a/13, 17 und 23. sowie in der Probsteigasse 12. Hinter dem Gebäude Schlossstraße 34/36 steht ein freistehendes Mauerstück.
Der Bau der neueren Stadtmauer erfolgte danach und schloss die Alt-Neugasse mit ein. In der Mauer waren drei Pforten installiert: Die Brücken-Pforte, die Markt-Pforte und die Rauschen-Pforte. Mauerreste finden sich noch auf Rückseiten der Gebäude in der Wilhelm-Heinrich-Straße 6–12 und 14–16.

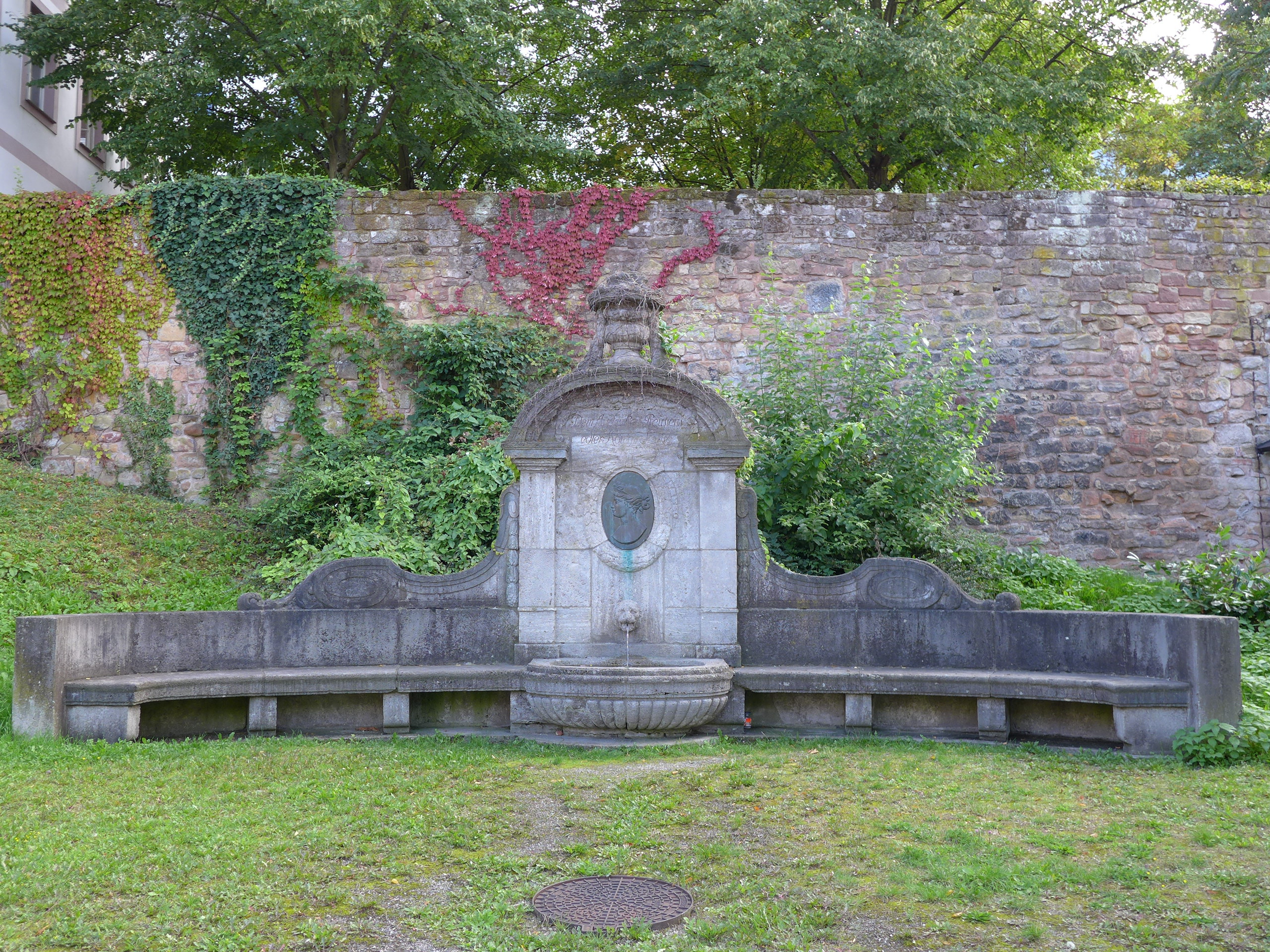
Luisenbrunnen
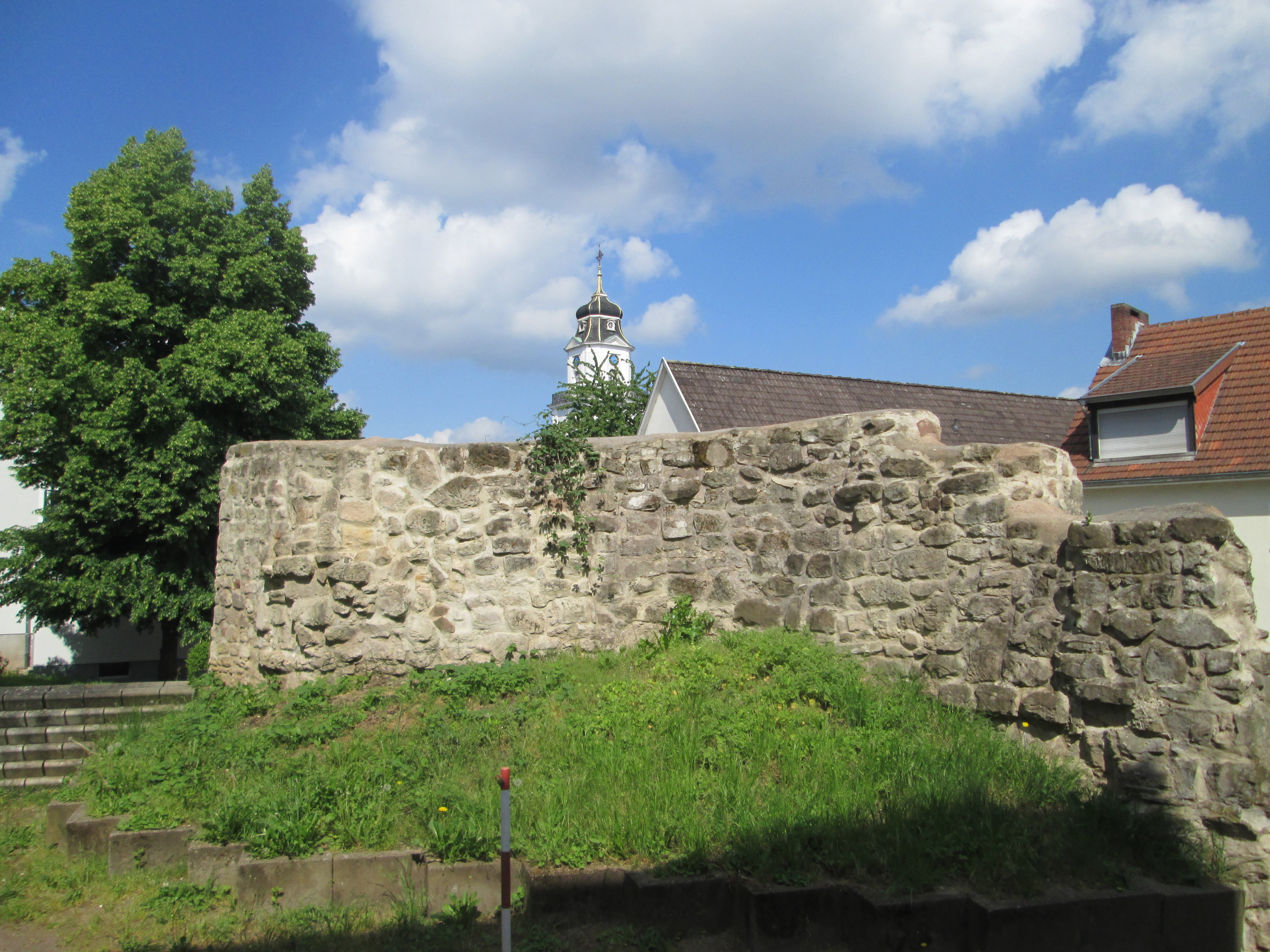
Mauerrest
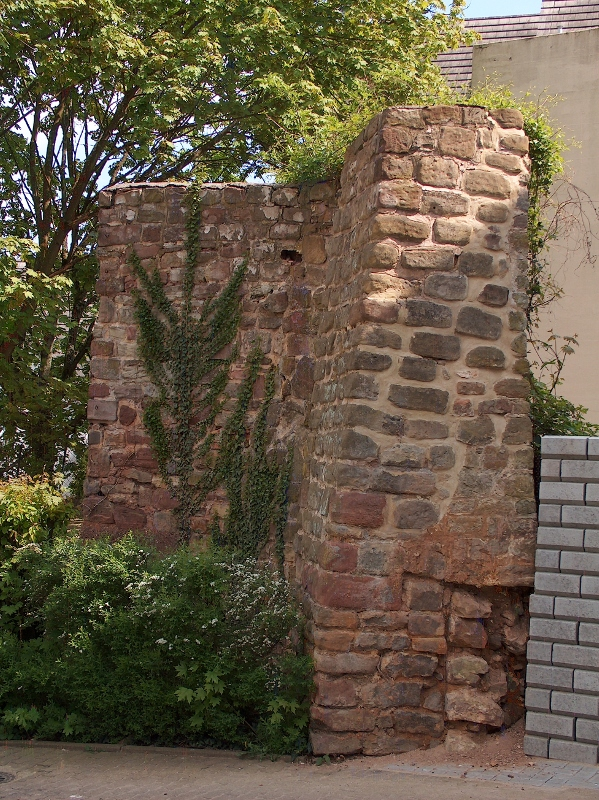
Mauerrest
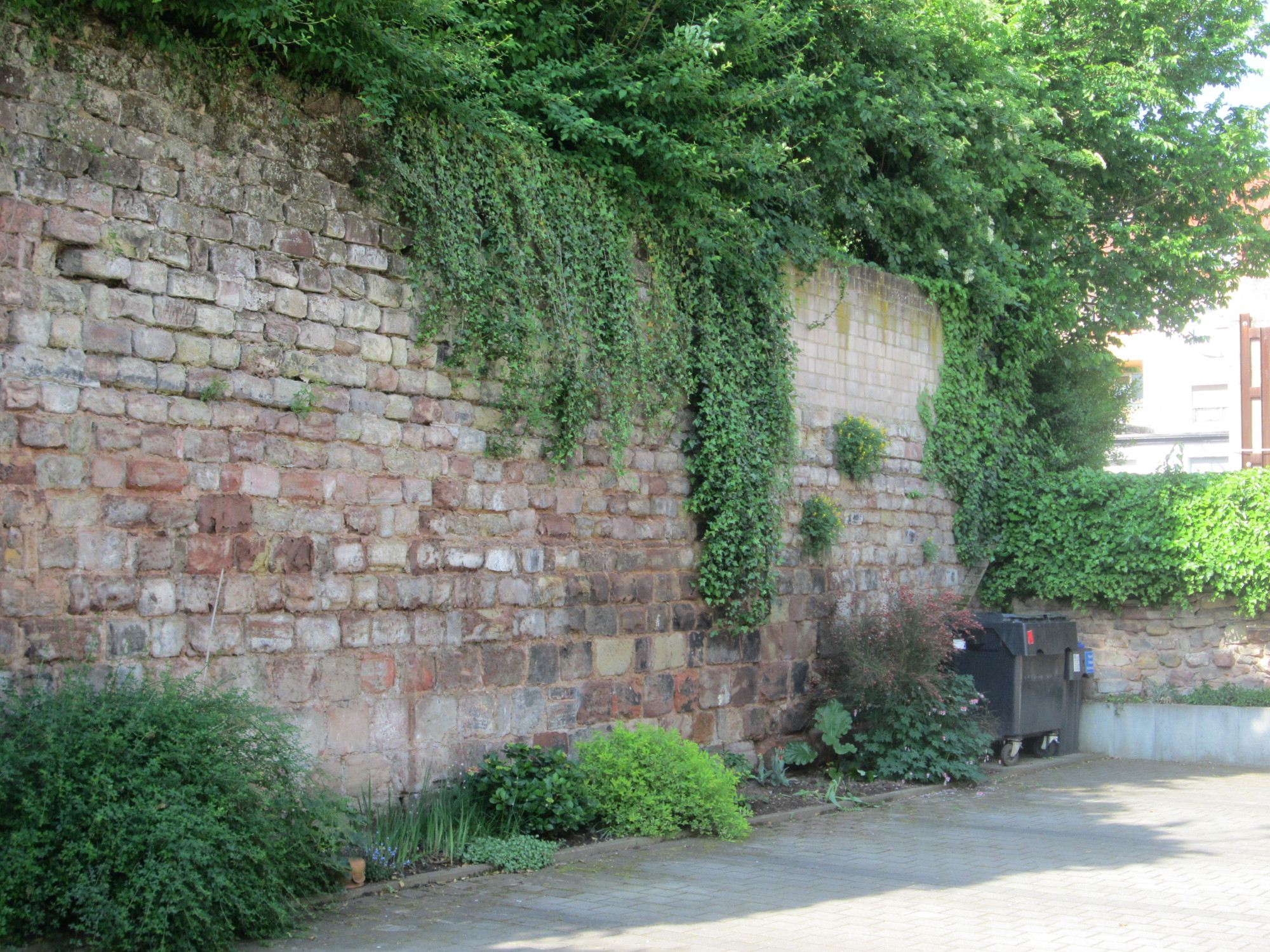
Mauerrest

## Stadtmauern in St. Johann

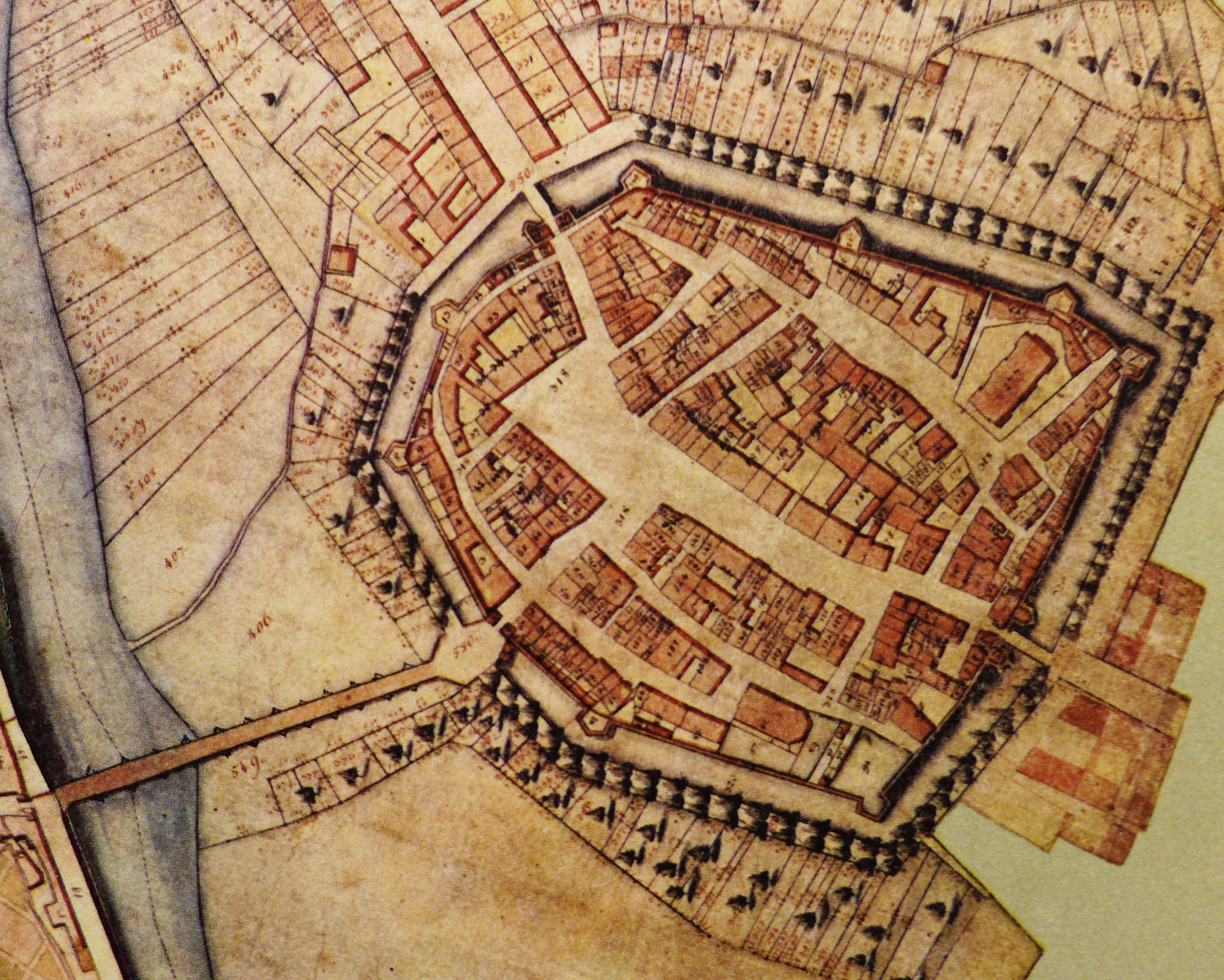
St. Johann mit der Stadtmauer

Um 1321 begann der Bau der ersten St. Johanner Stadtmauer. Diese ist noch in der Evangelisch-Kirch-Straße als Häuserrückwand erhalten.
1680 entstand die neue Stadtmauer mit drei Toren: Obertor, Untertor und Saartor (zur Alten Brücke hin) und acht Bastionen. Vor den Mauern war ein bewässerter Graben angelegt, davor ein Wall aufgeschüttet. 1810 wurden die Stadttore abgerissen. In der Evangelisch-Kirch-Straße ist noch der Rest einer Bastion erhalten.

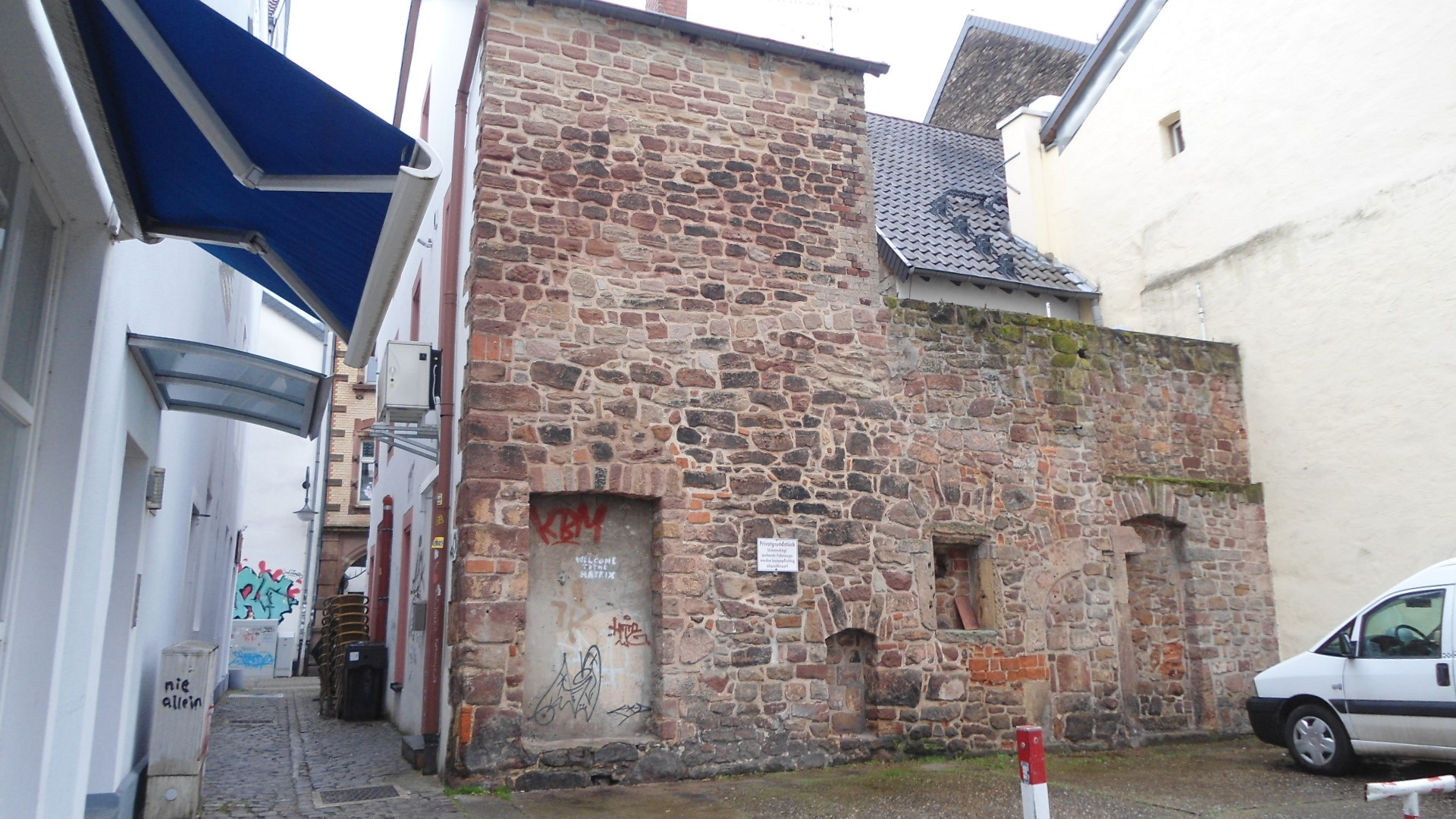
Mauerrest
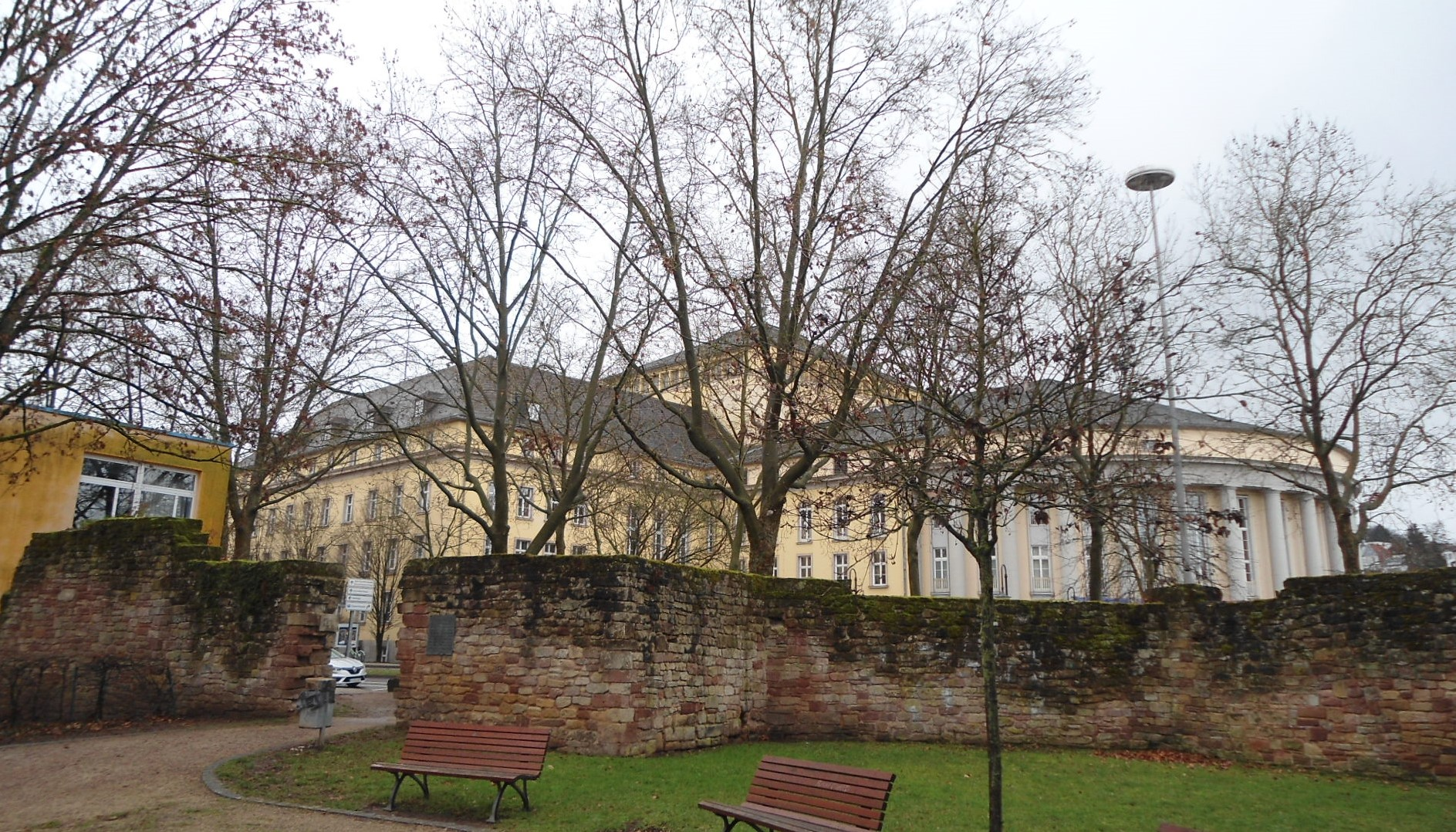
Rest einer Bastion
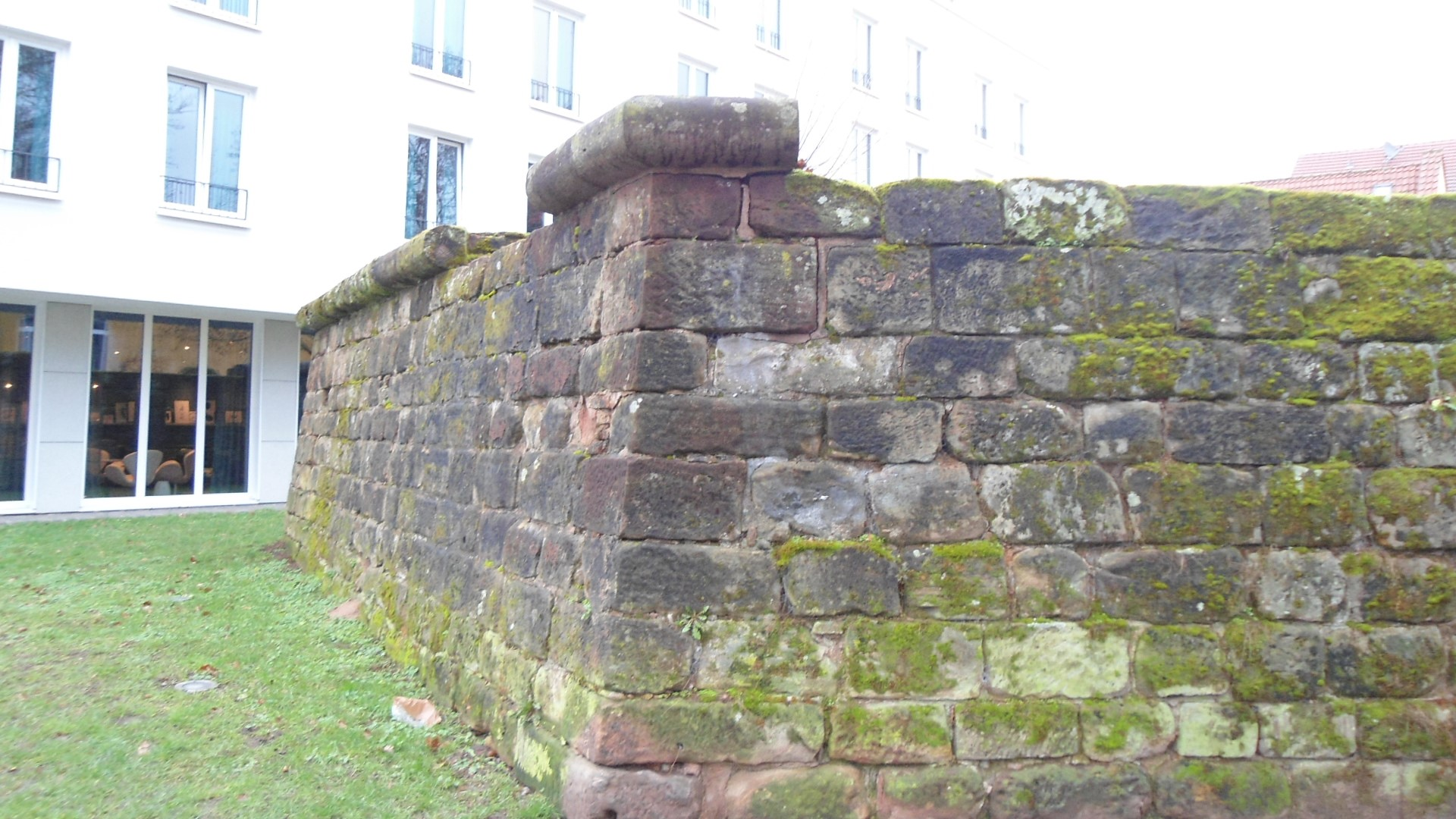
Rest einer Bastion
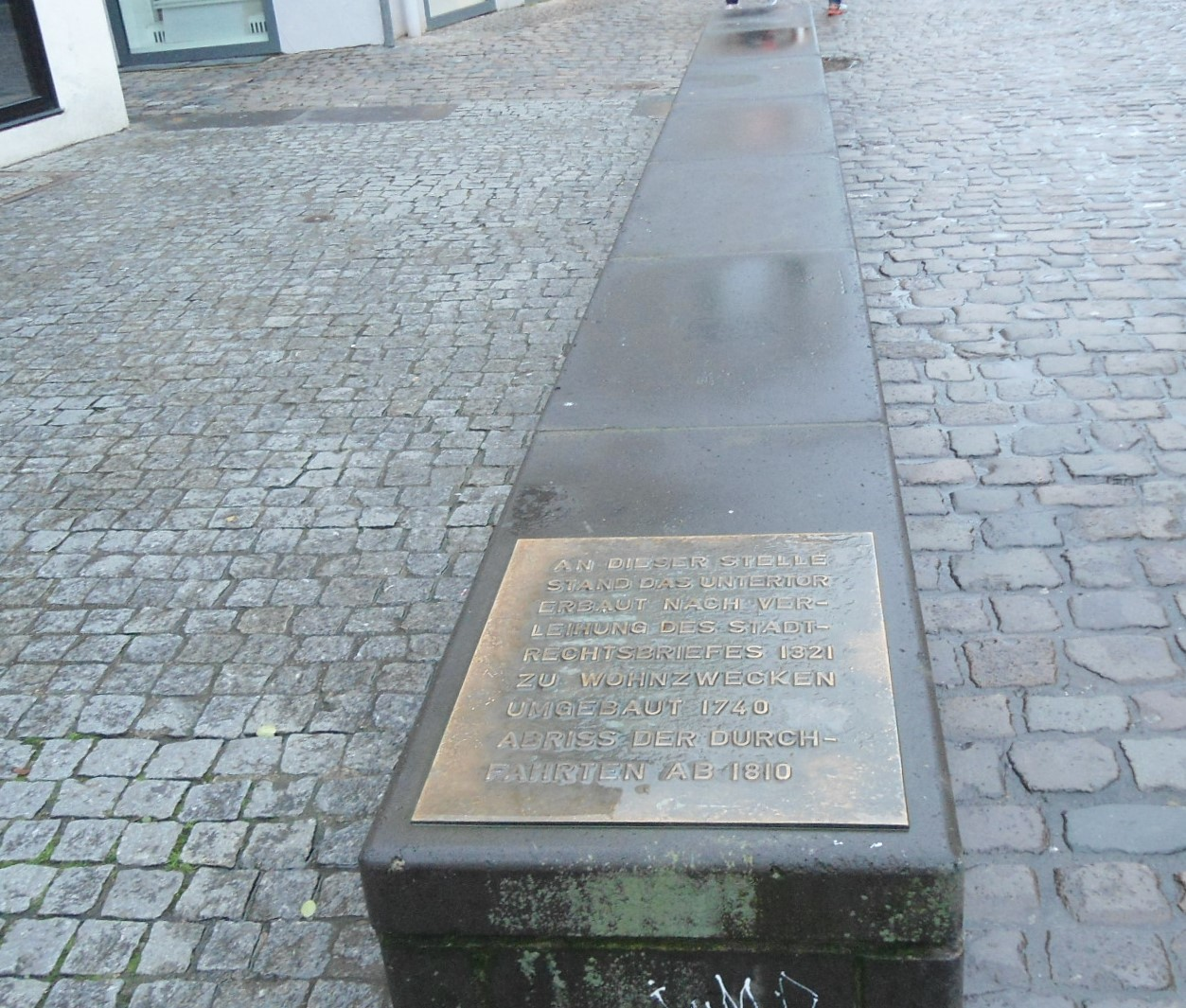
Hinweis zum ehemaligen Untertor